# 土屋利直
土屋 利直（つちや としなお）は、江戸時代前期の大名。上総久留里藩の2代藩主。弟に常陸土浦藩主土屋数直。

## 生涯
慶長12年（1607年）、初代藩主・土屋忠直の長男として生まれる。慶長17年（1612年）、父の死去にともない家督を継いで藩主となった。慶長20年（1615年）の大坂夏の陣にも加わったが、幼少のため家臣を代理として参陣させ、相模小田原城と箱根関所の警備を務めた。
元和7年（1621年）からは2代将軍徳川秀忠の近習となり、従五位下・民部少輔に叙位・任官する。寛永13年（1636年）、同19年（1642年）、慶安2年（1649年）には大坂加番に任じられている。
延宝3年（1675年）閏4月24日に死去、享年69。跡を長男の直樹が継いだ。
なお、正徳の改革を牽引した新井白石の父・正済は、利直に目付として仕えており、利直は幼いが聡明な伝蔵（白石）のことを「火の子」とよんで可愛がったという。